# Бедоев, Виктор Дмитриевич
Виктор Дмитриевич Бедо́ев (26 марта 1947, Хумалаг, Северо-Осетинская АССР — 5 января 2021) — советский и российский живописец, дизайнер, педагог.
Почётный член Российской академии художеств (2015). Заслуженный художник РФ (2016). Член Союза художников СССР с 1980 года.

## Биография
Родился 26 марта 1947 года в с. Хумалаг Северной Осетии. Учился в Орджоникидзевской детской художественной школе.
В 1964—1968 гг. — обучался в Краснодарском художественном училище, которое окончил с отличием. Дипломная работа — оформление интерьера кафе «Кавказский аул».
В 1969—1975 обучался в Ленинградском высшем художественно-промышленном училище им. В. И. Мухиной.
Активно занимается педагогической деятельностью. По окончании ЛВХПУ преподавал в Орджоникидзевском художественном училище, затем в Московской финансово-юридической академии, Российской государственной специализированной академии искусств, Московском архитектурно-строительном институте.
Скончался 5 января 2021 года от осложнений вызванных коронавирусной инфекцией. Похоронен 8 января во Владикавказе на Аллее Славы.

## Творчество
Организатор и участник выставок и художественных симпозиумов во Владикавказе, Москве, Махачкале, Краснодаре, Сочи, Волгограде, Ростове-на-Дону и в других городах страны. В 1969 году принимал участие в реставрации росписей здания Владикавказской мечети.
В произведениях художника главенствует пейзаж, а именно виды горной Осетии, будь то этюдные зарисовки или большие программные полотна. Основные произведения:
- «Раннее утро»,
- «Пробуждение»,
- «Горный край»,
- «Полдень в горах»,
- «Восход в горах»,
- «Реквием»,
- «Перед грозой»,
- «Аул»,
- «Фиагдон»,
- «Зима в горах»,
- «В Наре»,
- «Водопад».

## Награды
- Заслуженный художник РФ (2016)[4]
- Заслуженный художник Республики Северная Осетия-Алания
- Почетный член РАХ (2015)
- Золотая медаль РАХ
- Серебряная медаль РАХ